# David Ige
David Yutaka Ige (Pearl City, Hawái; nacido el 15 de enero de 1957) es un político estadounidense que sirvió como el 8.º gobernador de Hawái desde 2014 hasta 2022. Demócrata, anteriormente sirvió en el Senado estatal de Hawái. En las elecciones para gobernador de 2014, ganó las primarias demócratas al derrotar al gobernador titular, Neil Abercrombie. Ige ganó las elecciones generales con el 49.5% de los votos. Se postuló para la reelección en 2018 y volvió a ganar para otro periodo.